# Montsûrs
Montsûrs es una comuna nueva francesa situada en el departamento de Mayenne, de la región de Países del Loira.

## Historia
Fue creada el 1 de enero de 2019, en aplicación de una resolución del prefecto de Mayenne de 12 de diciembre de 2018 con la unión de las comunas de Deux-Évailles, Montourtier, Montsûrs-Saint-Céneré y Saint-Ouën-des-Vallons, pasando a estar el ayuntamiento en la antigua comuna de Montsûrs.

## Demografía
Según los datos aportados en la resolución del prefecto de Mayenne, la comuna se crea con 3366 habitantes.

## Composición
| Comuna fusionada       | Código INSEE | Población (2021) | Superficie (km²) | Densidad (hab./km²) |
| ---------------------- | ------------ | ---------------- | ---------------- | ------------------- |
| Deux-Évailles          | 53092        | 208              | 11.93            | 17                  |
| Montourtier            | 53159        | 332              | 19.09            | 17                  |
| Montsûrs               | 53161        | 1965             | 10.85            | 181                 |
| Saint-Céneré           | 53205        | 490              | 18.89            | 26                  |
| Saint-Ouën-des-Vallons | 53244        | 198              | 7.38             | 27                  |